# Kóladió
A kóladió (Cola) a mályvavirágúak (Malvales) rendjébe és a mályvafélék (Malvaceae) családjába tartozó nemzetség.

## Elterjedésük
A Cola vera és Cola acuminata fa Afrika nyugati és középső részén honos. Nyugat-Afrikában, Madagaszkár szigetén, továbbá Mexikóban és Kolumbiában termesztik. Európában már az 1500-as évek végén ismerték, de 1885 óta lett közismertté. A trópusokon termő fa, így másutt csupán üvegházakban fordul elő.

## Megjelenésük
Az örökzöld fák magassága eléri a 6-10 métert, nagyméretű levelei hosszúkás tojásdad alakúak. Virágai sárgák piros erezettel, öt tüszőből álló csoportos termése van.

## Fajok
- Cola acuminata
- Cola anomala
- Cola attiensis
- Cola boxiana
- Cola bracteata
- Cola cecidiifolia
- Cola clavata
- Cola duparquetiana
- Cola gigantea
- Cola gigas
- Cola glabra
- Cola heterophylla
- Cola hypochrysea
- Cola letestui
- Cola lizae
- Cola lourougnonis
- Cola lukei
- Cola metallica
- Cola mossambicensis
- Cola nigerica
- Cola nitida
- Cola octoloboides
- Cola pachycarpa
- Cola philipi-jonesii
- Cola porphyrantha
- Cola praeacuta
- Cola reticulata
- Cola scheffleri
- Cola semecarpophylla
- Cola suboppositifolia
- Cola umbratilis
- Cola usambarensis
- Cola vera
- Cola verticillata